# Keynésianisme hydraulique
Le keynésianisme hydraulique est le nom donné à une interprétation mécaniciste de la théorie keynésienne originelle. L'expression de « keynésianisme hydraulique » renvoie ainsi à une forme d'optimisme quant à la possibilité d'appliquer les prescriptions du keynésianisme pour stabiliser les cycles économiques et stimuler l'économie.

## Concept

### Un keynésianisme absolu
La publication de la Théorie générale de l'emploi, de l'intérêt et de la monnaie en 1936 entraîne de nombreux débats parmi les économistes. Le texte de John Maynard Keynes est en effet peu formalisé mathématiquement, et certains passages semblent se contredire. 
Parmi les controverses exégétiques se trouve celle entre les partisans du chapitre 11 et ceux du chapitre 12. Keynes considère dans le chapitre 11 que les anticipations (les réactions) des agents face aux politiques économiques sont données ; dans ce cas, l’État peut facilement stabiliser la situation macroéconomique via ses politiques économiques. La stabilisation est ainsi quasiment mécanique. Le chapitre 12, lui, souligne le rôle de l'incertitude irréductible de l'avenir et sur la difficulté pour la puissance publique d'influer sur l'état de la confiance des consommateurs et des entreprises, rendant moins mécanique, moins automatique, la réussite des politiques de relance.
L'approche du chapitre 11, qui est mécaniciste et tient pour simple la stabilisation de l'économie, est qualifiée d'« hydraulique ». Dans une conception hydraulique du keynésianisme, les répercussions d'une injection supplémentaire de monnaie dans l'économie sont mécaniques, et la transmission est fluide. Les agents y sont passifs.

### Interconnectivité de l'économie
Cette conception du keynésianisme est très répandue à partir de l'importation par les États-Unis du keynésianisme originel et de la création de la synthèse néoclassique, une version revue et améliorée qui tempère certaines conclusions keynésiennes par des apports de l'économie classique. Le premier grand manuel de cette école, celui de Paul Samuelson, utilise la métaphore de l'hydraulique pour désigner l'interconnexion entre toutes les parties d'une économie, et la manière dont l'action budgétaire a ainsi des conséquences sur l'ensemble de la boucle économique.

## Utilisations
Le keynésianisme hydraulique est pratiqué par de nombreux gouvernements. Il est représenté, notamment, par les conseillers économiques du président des États-Unis John Fitzgerald Kennedy, dont l'un d'eux, Walter Heller, avait affirmé que la science économique avait atteint un tel niveau grâce au keynésianisme que le gouvernement pouvait à tout instant faire revenir l'économie au plein emploi. Le conseiller à l'économie de Lyndon B. Johnson, Arthur Okun, affirme que l'« on considère aujourd'hui les récessions comme fondamentalement évitables, au même titre que les crashs d'avions ou les ouragans ».
Ainsi, Serge-Christophe Kolm écrit-il en 1977, dans les Annales économiques, au sujet des crises économiques récentes dues aux chocs pétroliers qu'elles sont « [sans] commune mesure avec la Grande Dépression [...] parce que les gouvernements, maintenant, peuvent, et savent qu'ils peuvent, relancer l'économie par leur politique macroéconomique, et la mettre quand ils veulent sur la sortie de crise en quelques mois ».

## Critique

### Conséquence des imperfections de laThéorie générale
Bruno Ventelou considère que l'hydraulisme est une conséquence directe de l'imperfection de la Théorie générale qui, en voulant être trop holiste, contient des incohérences et des contradictions qui doivent être comblées par les économistes postérieurs. Plusieurs auteurs considèrent que le développement du keynésianisme et sa transformation jusqu'au nouveau keynésianisme lui ont permis de se défaire de ses conceptions hydrauliques.

### Conception simpliste du keynésianisme
L'expression a changé de sens pour devenir, progressivement, péjorative. Alvin Hansen utilise l'expression pour critiquer les partisans du keynésianisme le plus strict, c'est-à-dire l'application directe des écrits de Keynes. Hansen soutient en effet la synthèse néoclassique, qu'il contribue à fonder.
De manière plus large, l'image d'un système de plomberie hydraulique permet de critiquer l'idée selon laquelle une augmentation des dépenses publiques dans le cadre d'une relance budgétaire aboutirait nécessairement à surmonter une crise économique ou à relancer l'économie. L'expression a également servi à mettre en évidence le caractère parfois simpliste de la présentation des préconisations keynésiennes dans les manuels d'économie.
Le terme est aujourd'hui utilisé pour critiquer des programmes politiques ou des politiques publiques d'inspiration keynésienne ne disposant d'aucune assise structurelle ou de long terme,.

### Passivité des agents économiques
Le caractère hydraulique d'une frange de l'école keynésienne est critiquée, à partir des années 1960, par les monétaristes et la nouvelle économie classique. Les économistes affiliés à ces écoles de pensée remarquent que l'hydraulisme du keynésianisme tient les agents économiques pour passifs, n'adaptant pas leurs comportements à l'afflux de liquidités permis par la relance keynésienne. Les néoclassiques mobilisent la théorie des anticipations et la théorie de l'équivalence néo-ricardienne pour infirmer le caractère hydraulique du keynésianisme.